# Лозурайтис, Альбинас
Альбинас Лозурайтис (родился 2 января 1934 года в деревне Пилес, город Юрбаркас) — литовский философ, политик, переводчик и редактор.

## Биография
В 1952 году окончил среднюю школу в Юрбаркасе, в 1957 году окончил Вильнюсский университет, факультет истории и филологии. В 1963 году защитил докторскую диссертацию «Социальная идеология (методологические основы ее социальных принципов)» в Вильнюсском университете и получил степень доктора философии.
В 1957—1992 годах работал в Вильнюсском университете, преподавателем и доцентом. В 1974—1992 годах — главный редактор Философского журнала «Проблемы». В 1992—1996 годах был членом Сейма Литвы, заместителем председателя государственного и юридического комитета. Он был членом Литовской демократической рабочей партии, членом её партийного совета, членом Литовской Социал демократической партии.
Женат. Первая жена, редактор Жана Левитина, ушла из жизни в 1991 году. От первого брака есть двое детей: архитектор Эдуард Лозурайтис (род. 1960) и филолог Лизета Лозурайтите (род. 1968).
Второй раз в 1995 году женился на философе, писателе, переводчике Лорете Анилёните. C ней есть одна дочь юрист Иева Лозурайтите (г. р. 1996).

## Главные научные труды
- Socialistinė ideologija. — Vilnius, 1963;
- Filosofijos pagrindai. 4 knygos. — V.: LAD, 1975;
- Tiesa ir vertybė. Teorinė ir praktinė antikinės filosofijos orientacija. — Vilnius, 1980;
- Materialistinio istorijos supratimo pagrindai. — Vilnius, 1985;
- Metodologiniai marksistinės socialinės filosofijos bruožai. — Vilnius, 1986.
- Socialinė teorija ir socialinis vertinimas. — Metodologinės vertybių problemos. — V., 1970, p. 23-33;
- Pažinimas kaip laisva veikla.1- Problemos, Nr. 9,p. 14-25, 2 Nr.12, p. 5-15;
- Prof. V. Sezemanas ir jo «Estetika»// V. Sezemanas, Estetika. V.,1970. — p. 435—454;
- Gnoseologijos labirintuose. — Sezemanas V., Raštai. Gnoseologija. V., 1987. p. 6-24;
- Aristotelis iš amžių perspektyvos. — Aristotelis. Rinktiniai raštai., V.,1990. — p. 5-21;
- Išminties ramybė gyvenimo sumaištyje. — Sezemanas V.. Filosofijos istorija. Kultūra. — V., 1997. (bendraaut. Loreta Anilionytė), p. I—XV;
- Logika ir istorija. Dvasia ir filosofija. — G.W. F. Hegel. Filosofijos istorijos paskaitos. -T.1. — V., 1999. — p. 9-58.

## Переводы
- G.W. F. Hegel. Filosofijos istorijos paskaitos: Trys tomai, V., Alma Littera, 1999—2001;
- Zenonas Norkus. Max Weber ir racionalus pasirinkimas, V., Margi raštai, 2003;
- W. Wundt. Psichologijos pagrindai. V.,Alma Littera, 2005.
- G. Simmel. Sociologija ir kultūros filosofija. V., Margi raštai, 2007. 608 p. — ISBN 978-9986-09-325-1
- Metzlerio filosofų žinynas. Nuo ikisokratikų iki Naujųjų laikų filosofų. V., Mintis, 2008, 1000 p. (kartu su Alfonsu Tekoriumi).